# Losonci csata
A losonci ütközet egy három csatából álló hadi eseménysor volt Hunyadi János és Jiskra János csapatai között, mely utóbbiak győzelmével zárult.
A lengyel-magyar hadak 1444-es várnai veresége után 1445-ben a magyar országgyűlés Hunyadit és Jiskrát is a Magyar királyság 5 főkapitánya közé emelte. Giskra V. László főkapitányaként a felvidéki részek védelmével és igazgatásával lett megbízva. 1449-ben Giskra védelmi szövetséget kötött Szentmiklósi Pongráccal. 1450 márciusában Mezőkövesden Giskra és Hunyadi ismét békét kötött a korábbi feltételekkel, de ez sem bizonyult tartósnak.
A béke nem volt tartós, s 1451-ben Hunyadi hadaival Losonc és további városok felmentésére vezetett újabb hadjáratot. A Losonc mellett álló erődöt Knežici Matej védte 500 emberrel és nagymennyiségű tűzfegyverrel. Keményen védekeztek, de a víz hiánya miatt kénytelenek voltak tárgyalásokba bocsátkozni. A tárgyalások Hunyadi hajthatatlansága és a vár védőinek bizalmatlansága miatt azonban nem jártak eredménnyel. Időközben Jiskra összegyűjtötte hadait és megtámadta az ostromlókat. A csatát 1451. szeptember 7-én Losonc szomszédságában, Apátfala községhez tartozó (Szent)Királydombon vívták, s Hunyadi erőfölénye ellenére Jiskra győzelmével végződött. A seregek létszámára eltérő becslések léteznek, Jiskra seregeit 3-5 ezer főre teszik, Hunyadi seregeit viszont 12-20 ezer fő közé.
A csatában elesett Bebek István macsói bán, Héderváry László egri püspök fogságba került.

## Irodalmi és további feldolgozásai
- Alois Jirásek történelmi regénytrilógiája (Bratstvo)
- Pavel Dvořák történelmi dokumentumciklusának egy része